# 657 (numero)
Seicentocinquantasette è il numero naturale dopo il 656 e prima del 658.

## Proprietà matematiche
- È un numero dispari.
- È un numero composto con 6 divisori: 1, 3, 9, 73, 219, 657. Poiché la somma dei suoi divisori (escluso il numero stesso) è 305 < 657 è un numero difettivo.
- È un numero palindromo nel sistema di numerazione posizionale a base 8 (1221).
- È un numero 20-gonale e 220-gonale.
- È un numero malvagio.

## Astronomia
- 657 Gunlöd è un asteroide della fascia principale del sistema solare.
- NGC 657 è un ammasso aperto della costellazione di Cassiopea.

## Astronautica
- Cosmos 657 è un satellite artificiale russo.